# Ulica Rąbieńska w Łodzi
Ulica Rąbieńska – ulica znajdująca się na łódzkim Polesiu, w obrębie osiedla Złotno. Łączy ona ulicę Złotno (oraz nieopodal położoną ulicę Krakowską) z ulicą Szczecińską, stanowiąc jednocześnie główny ciąg pomiędzy Łodzią a miejscowością Rąbień, a także na krótkim odcinku obsługuje większość ruchu pomiędzy Teofilowem a Retkinią.

## Komunikacja
Na całej długości ulicy przebiega trasa zgierskiej linii autobusowej nr 6, obsługiwanej przez ZPK Markab. Na odcinku od ul. Złotno do Traktorowej kursują linie MPK Łódź: 76, 83, N3A i N3B.